# Peter Högl
Peter Högl, född 19 augusti 1897 i Dingolfing, död 2 maj 1945 vid Weidendammer Brücke i Berlin, var en tysk SS-Obersturmbannführer och medlem av Reichssicherheitsdienst (RSD). 

## Biografi
Högl utbildade sig till mjölnare och arbetade från 1915 till 1916 som sådan i Landshut i Bayern. Han var från juni 1916 till juli 1919 inkallad till aktiv militärtjänst i 16:e Bayerska infanteriregementet. Därefter tog han anställning vid Bayerska statspolisen, efter fullgjord polisutbildning i aktiv tjänst som ordningspolis i München. År 1932 överfördes han till kriminalpolisen och 1933 anslöt han sig till Hitlers personliga livvaktsstyrka.
År 1933 blev han medlem i SS med tjänstegraden SS-Obersturmführer. När livvaktsstyrkan ombildades till Reichssicherheitsdienst (Rikssäkerhetstjänsten) i april 1935, blev Högl chef för avdelning 1 med ansvar för skyddet av Hitlers person. År 1937 befordrades Högl till SS-Hauptsturmführer och 1940 till SS-Sturmbannführer. Från den 9 november 1944 var han kriminalchef med tjänstegraden SS-Obersturmbannführer och titeln Kriminaldirektor. Han var även ställföreträdare för RSD:s chef, Johann Rattenhuber.
Efter Hitlers självmord bevittnade han den påföljande kremeringen i Rikskansliets trädgård den 30 april 1945. Han deltog i utbrytningsförsöket från bunkern under Rikskansliet natten till den 2 maj 1945, men blev allvarligt sårad i huvudet av granatsplitter vid Weidendammer Brücke och dog av sina skador den 2 maj 1945, 47 år gammal.

## Populärkultur
I den tyska filmen Undergången från 2004 spelas Peter Högl av Igor Romanov.